# Зимние Паралимпийские игры 2026
Зи́мние Паралимпи́йские и́гры 2026 (официальное название — XIV Зи́мние Паралимпи́йские и́гры) — предстоящие международные мультиспортивные мероприятия, которые пройдут в Милане и Кортина-д’Ампеццо (Италия) с 6 по 15 марта 2026 года.
24 июня 2019 года Международный олимпийский комитет на своей 134-й сессии в Лозанне (Швейцария) объявил о том, что XIV Зимние Паралимпийские игры пройдут в итальянских городах Милан и Кортина-д’Ампеццо.
Спортсмены примут участие по шести видам спорта в двух категориях: виды спорта на снегу (горные лыжи, беговые лыжи, биатлон и сноуборд) и виды спорта на льду (хоккей на санях и кёрлинг на колясках).

## Организатор
Милан и Кортина-д’Ампеццо были выбраны в качестве городов-хозяев 24 июня 2019 года на 134-й сессии МОК в Лозанне, Швейцария. Три итальянских члена МОК, Франко Карраро, Иво Ферриани и Джованни Малаго, и два шведских члена МОК, Гунилла Линдберг и Стефан Хольм, не имели права голосовать на выборах принимающего города в соответствии с правилами Олимпийской хартии.
| Город-Кандидат            | Страна | Голосов |
| ------------------------- | ------ | ------- |
| Милан — Кортина-д'Ампеццо | Италия | 47      |
| Стокгольм — Оре           | Швеция | 34      |

### Заявки
- Стокгольм, Оре Швеция[2][3]. 11 января 2019 года в Стокгольме была объявлена совместная заявка с городом Оре, чтобы стать заявочной кампанией «Стокгольм-Оре 2026».
- Милан, Кортина-д’Ампеццо Италия[4].

## Критерии
Обязательным критерием для проведения зимних Паралимпийских игр является наличие подходящих мест для занятий горнолыжным спортом, что значительно сужает круг потенциальных мест проведения соревнований. Мужской скоростной спуск требует минимального вертикального перепада 800 метров, а длина трассы должна составлять около 3 километров. Бормио и Кортина принимают этапы Кубка мира по мужскому и женскому скоростному спуску соответственно.
Для зимних Паралимпийских игр 2026 года МПК разрешил увеличить расстояние между местами проведения, чтобы соревнования по горнолыжному спорту можно было проводить в горной местности, а закрытый вид спорта — следж-хоккей, — в крупном городе на расстоянии более 160 километров, где такие арены уже имеются или будут более активно использоваться после игр.
Требуется определённая вместимость зрителей, чаще всего 10 000, но в зависимости от конкретного вида спорта она может быть разной. Кроме того, на каждом объекте требуется наличие определённых VIP-зон.

## Спортивные сооружения
Соревнования пройдут на те же местах, что и Зимние Олимпийские игры 2026 года.

### Милан
- Стадион «Сан-Сиро» — церемония открытия (ожидается реконструкция)
- «ПалаИталия Санта Джулия» — главная хоккейная арена (была запланирована ещё до начала игр)
- «ПалаТруссарди» — вторая хоккейная арена

Пьяцца-дель-Дуомо — место вручения медалей и проведения прямых трансляций

### Вальтеллина
- «Писта Стельвио», Бормио — горнолыжный спорт, ски-альпинизм
- Моттолино/Ситас-Тальеде/Кароселло 3000, Ливиньо — сноуборд

### Кортина-д’Ампеццо
- «Олимпия делле Тофане Слоуп» — горнолыжный спорт
- «Южный Тироль-арена», Антхольц — биатлон
- Олимпийский стадион — кёрлинг на колясках

### Валь-ди-Фьемме
- Стадион «Лаго ди Тезеро», Тезеро — лыжные гонки

### Верона
- «Арена ди Верона» — церемония закрытия

## Соревнования

### Виды спорта
Номера в скобках указывают количество комплектов медалей, разыгрываемых в конкретной дисциплине.
1. Биатлон (подробнее)
2. Горнолыжный спорт (подробнее)
3. Кёрлинг (подробнее)
4. Лыжные гонки (подробнее)
5. Парасноуборд (подробнее)
6. Следж-хоккей (подробнее)

## Возможное возвращение

### Отстранение России и Белоруссии в 2022 году
В марте 2022 года пресс-служба МПК сообщила, что многие национальные комитеты, команды и спортсмены отказывались соревноваться с россиянами и белорусами. Из-за этого проведение соревнований было поставлено под угрозу. Также сообщалось, что в олимпийской деревне начала создаваться напряжённая ситуация. Учитывая всё это, МПК решил отстранить россиян и белорусов. Ранее предполагалось допустить их в нейтральном статусе — но было принято, что паралимпийцы из России и Беларуси не смогут принять участие в предыдущих соревнованиях в 2022 году.
В связи с отстранением, Минспорт РФ решило организовать в Ханты-Мансийске соревнования для российских и белорусских спортсменов под названием «Паралимпийские игры „Мы вместе. Спорт“» с 18 по 21 марта 2022 года

### Возможное снятие санкций МПК
Надеяться, что паралимпийцы из России и Белоруссии вернутся в соревнования следующих паралимпийских игр.

## Вещание
- Бразилия — Grupo Globo[7]
- США — NBC[8]